# Pachysaga eneabba
Pachysaga eneabba är en insektsart som beskrevs av Rentz, D.C.F. 1993. Pachysaga eneabba ingår i släktet Pachysaga och familjen vårtbitare. Inga underarter finns listade i Catalogue of Life.